# Línea Villaluenga-Algodor
La línea Villaluenga-Algodor, antiguamente conocida como línea Villaluenga-Villaseca de la Sagra, es un ramal ferroviario de 16,8 kilómetros de longitud que pertenece a la red ferroviaria española. Se trata de una línea de ancho ibérico (1668 mm), no electrificada y en vía única. La sección Villaseca-Algodor pertenecía originalmente al desaparecido ferrocarril Madrid-Ciudad Real, mientras que la sección comprendida entre Villaluenga y Villaseca fue construida como enlace entre las líneas Madrid-Cáceres y Madrid-Ciudad Real. Siguiendo la catalogación de Adif, es la «línea 504».

## Historia
En 1879 entró en servicio la línea Madrid-Ciudad Real, construida por la Compañía de los Caminos de Hierro de Ciudad Real a Badajoz (CRB). En la estación de Algodor la línea enlazaba con el ramal Castillejo-Toledo, lo que permitía una conexión con la histórica ciudad castellana. En 1880 la compañía MZA se anexionó a la CRB, por lo que pasó a controlar el ferrocarril Madrid-Ciudad Real.
En la década de 1920 la compañía de cementos Asland construyó un ramal ferroviario de 13,1 kilómetros que enlazaba su nueva fábrica de Villaluenga de la Sagra con las líneas Madrid-Cáceres y Madrid-Ciudad Real. Esta pequeña línea, que discurría entre las estaciones de Villaluenga-Yuncler y Villaseca, sería abierta al tráfico el 1 de noviembre de 1927.
En 1941, con la nacionalización de los ferrocarriles de ancho ibérico, todas estas líneas pasaron a manos de RENFE. En enero de 1988 se clausuró la mayor parte de la línea Madrid-Ciudad Real, si bien el tramo comprendido entre las estaciones de Villaseca y Algodor se mantuvo plenamente operativo. De esa manera, se formó la actual línea, cuyo tráfico se compone principalmente de trenes de mercancías. Desde enero de 2005, Renfe Operadora explota la línea mientras que Adif es la titular de las instalaciones ferroviarias.

## Estaciones
Esta lista es actualizada periódicamente por un bot usando los contenidos de Wikidata, por lo que cualquier cambio manual se perderá.
| Nombre                          | Municipio               | Coordenadas                                                    | Estado | Wikidata   | Commons                           | Imagen |
| ------------------------------- | ----------------------- | -------------------------------------------------------------- | ------ | ---------- | --------------------------------- | ------ |
| estación de Algodor             | Aranjuez                | 39°54′51″N 3°51′47″O / 39.914255, -3.862989                    |        | Q79711993  | Algodor train station             |        |
| estación de Villaluenga-Yuncler | Villaluenga de la Sagra | 40°01′56″N 3°54′09″O / 40.0322983, -3.9025815                  |        | Q79810657  | Villaluenga-Yuncler train station |        |
| estación de Villaseca y Mocejón | Villaseca de la Sagra   | 39°56′45″N 3°51′02″O / 39.94594589979256, -3.85067436460345    |        | Q79815799  | Villaseca y Mocejón train station |        |
| estación de Villaseca-Pueblo    | Villaseca de la Sagra   | 39°57′59″N 3°52′28″O / 39.96632492654866, -3.874309841533114   |        | Q105725735 | Villaseca-Pueblo train station    |        |
| estación de Villaluenga-Asland  | Villaluenga de la Sagra | 40°00′38″N 3°54′13″O / 40.010555555555555, -3.9036666666666666 |        | Q124389566 |                                   |        |